# Groote of Hollandsche Waard
Il Groote of Hollandsche Waard, conosciuto anche come Groote of Hollandse Waard, Groote of Zuid-Hollandse Waard o  Zuid-Hollandse Waard è stato un polder destinato a zona agricola situato nel Delta del Reno, della Mosa e della Schelda, tra le attuali province dell'Olanda Meridionale e del Brabante Settentrionale nei Paesi Bassi.
Fu creato nel 1283, costruendo due dighe sulla Mosa presso Heusden e Maasdam arginandone il perimetro. Originariamente era una zona umida la cui zona settentrionale era costituita da terreno argilloso e la zona meridionale da torbiere.
Gli abitanti dovettero contrastare diverse inondazioni, ma quella che distrusse completamente il Groote of Hollandse Waard fu l'inondazione di Santa Elisabetta del 1421. Oggi il territorio è diviso in più parti separate tra loro da corsi d'acqua: il Biesbosch, l'isola di Dordrecht, la parte orientale dell'Hoeksche Waard e alcune porzioni del Brabante Settentrionale.